# آرثر كونلن
آرثر كونلن (بالإنجليزية: Arthur Conlin)‏ هو لاعب دوري الرغبي أسترالي، ولد في 1883 في سيدني في أستراليا، وتوفي بنفس المكان في 31 ديسمبر 1947.